# Ixmiquilpan
Ixmiquilpan egy város Mexikó Hidalgo államának középső részén. 2010-ben lakossága megközelítette a 35 000 főt.

## Földrajz

### Fekvése
Ixmiquilpan Hidalgo állam középpontjától kissé nyugatra található a Vulkáni-kereszthegység és a Keleti-Sierra Madre találkozásánál egy viszonylag sík, a város területén északról dél felé lassan emelkedő termékeny medencében. Közvetlen környezetét szinte teljes egészében mezőgazdasági művelés alá vonták, délre található egy kis matorral, illetve délnyugatra rétek, legelők terülnek el.

### Éghajlat
A város éghajlata meleg, de nem rendkívül forró, és viszonylag száraz. Minden hónapban mértek már legalább 33 °C-os hőséget, a rekord elérte a 40 °C-ot is. Az átlagos hőmérsékletek a januári 13,9 és a májusi 21,4 fok között váltakoznak, októbertől áprilisig fagyok is előfordulnak. Az évi átlagosan 361 mm csapadék időbeli eloszlása nagyon egyenetlen: a májustól októberig tartó fél éves időszak alatt hull az éves mennyiség több mint 80%-a.
| Hónap                                   | Jan. | Feb. | Már. | Ápr. | Máj. | Jún. | Júl. | Aug. | Szep. | Okt. | Nov. | Dec. | Év   |
| --------------------------------------- | ---- | ---- | ---- | ---- | ---- | ---- | ---- | ---- | ----- | ---- | ---- | ---- | ---- |
| Rekord max. hőmérséklet (°C)            | 38,5 | 35,7 | 38,0 | 39,0 | 39,5 | 40,5 | 35,0 | 39,5 | 33,5  | 35,5 | 36,4 | 33,9 | 40,5 |
| Átlagos max. hőmérséklet (°C)           | 24,4 | 26,5 | 29,3 | 30,9 | 31,0 | 29,2 | 27,9 | 28,1 | 26,9  | 26,2 | 25,4 | 24,3 | 27,5 |
| Átlaghőmérséklet (°C)                   | 13,9 | 15,4 | 18,0 | 20,3 | 21,4 | 21,3 | 20,5 | 20,4 | 19,8  | 17,9 | 15,8 | 14,4 | 18,3 |
| Átlagos min. hőmérséklet (°C)           | 3,4  | 4,2  | 6,8  | 9,6  | 11,8 | 13,4 | 13,1 | 12,7 | 12,7  | 9,6  | 6,2  | 4,4  | 9,0  |
| Rekord min. hőmérséklet (°C)            | −9,0 | −7,2 | −4,0 | −2,5 | 2,0  | 1,0  | 5,0  | 5,0  | 1,0   | −3,0 | −6,0 | −5,5 | −9,0 |
| Átl. csapadékmennyiség (mm)             | 10   | 7    | 8    | 23   | 45   | 61   | 49   | 45   | 65    | 33   | 9    | 6    | 361  |
| Forrás: Servicio Meteorológico Nacional |      |      |      |      |      |      |      |      |       |      |      |      |      |

## Népesség
A település népessége a közelmúltban folyamatosan növekedett:
| Év   | Lakosság |
| ---- | -------- |
| 1990 | 26 967   |
| 1995 | 29 097   |
| 2000 | 30 831   |
| 2005 | 32 679   |
| 2010 | 34 814   |

## Története
Eredeti neve Zectccani volt: ez a szó az otomi nyelvből származott, jelentése porcsin. Mai neve a navatl nyelvből származik és négy részből áll: az itztli jelentése „rövid kés, bicska”, a milli jelentése „megművelt föld”, a quilitl „ehető füvet” jelent, míg a pan egy helynévképző, így az egész összetétel valami olyasmit jelenthet, hogy „(rövid) kés alakú levelekkel rendelkező növényeket termesztő földnél levő hely”.
1906 és 1910 között felépült a községi palota és a Higaldo Színház, amelyet a függetlenség kikiáltásának századik évfordulója előtt avattak fel. A mexikói forradalom során a pénzszűkében levő helyhatóságok újabb adók befizetését követelték, ezért egy Sotero Lozano nevű cardonali lakos vezetésével lázadás tört ki több közeli faluban is. 1912. december elsején avatták fel a Maye városrész hídját, amely Fernando Álvarez kezdeményezésére épült fel. 1918-ban Venustiano Carranza, a forradalom egyik fővezére a városba látogatott, és felavatta a települést Pachucával összekötő vasútvonalat, amely azonban csak 1919-től kezdett rendesen működni. Az 1930-as években a környék csatornarendszerét fejlesztették nagy mértékben, és több víztározót is létesítettek. 1939 márciusában a kőolajtermelés államosításának egy éves évfordulója alkalmából Lázaro Cárdenas elnök is ellátogatott Ixmiquilpanba, 1942 májusában pedig Manuel Ávila Camacho elnök is itt járt, és felavatta az új községi piacot. 1952. április 3-án megnyílt a Justo Sierra nevű középiskola, 1969-ben pedig lekövezték a fontosabb utcákat, új közvilágítást építettek, felújították a főteret, és itt helyezték el a korábban Mexikóvárosban állt Vadászó Diana-szökőkút szobrát (a fővárosba pedig egy másolatot készítettek helyette).

## Turizmus, látnivalók, kultúra
A városban több régi műemlék is található: a Szent Mihály arkangyal-templomot és -kolostort a 16. században építették az Ágoston-rendiek, a 18. századból származik a csurrigereszk stílusú Carmen-templom, valamint építészeti értéket képvisel még a Tula folyó két régi hídja. Két fontos szobor áll a városban: az egyik Miguel Hidalgo y Costilla függetlenségi hős emlékműve, a másik pedig Mexikóvárosban állt Vadászó Diana-szökőkút eredeti, egy felújítás során megrongálódott szobra.
A településen a kézművesség több ága is virágzik: a maguey nevű növény rostjaiból sokféle használati tárgyat készítenek, de előállítanak pálmakalapokat és használnak nádat is, és jelen vannak a fazekasok is. A leghíresebb helyi termékek azonban nem ezek, hanem a beágyazott kagylóhéjakkal díszített fatárgyak, például miniatúrák, hangszerek, tükörkeretek, keresztek, képkeretek, játékdominók és hamutartók.